# Psychotria van-hermanii
Psychotria van-hermanii là một loài thực vật có hoa trong họ Thiến thảo. Loài này được Acuña & Roíg miêu tả khoa học đầu tiên năm 1962.